# Anarcs, Szabolcs-Szatmár-Bereg
Anarcs  este un sat în districtul Kisvárda, județul Szabolcs-Szatmár-Bereg, Ungaria, având o populație de 1.957 de locuitori (2011). 

## Demografie
Componența etnică a satului Anarcs
     Maghiari (95,46%)
     Romi (4,21%)
     Necunoscut (0,16%)
     Ucraineni (0,16%)
     Alții (0,16%)
Componența confesională a satului Anarcs
     Reformați (42,26%)
     Romano-catolici (20,9%)
     Greco-catolici (17,94%)
     Fără religie (2,15%)
     Necunoscută (16,76%)
     Alte religii (0,56%)
Conform recensământului din 2011, satul Anarcs avea 1.957 de locuitori. Din punct de vedere etnic, majoritatea locuitorilor (95,46%) erau maghiari, cu o minoritate de romi (4,21%). Apartenența etnică nu este cunoscută în cazul a 0,16% din locuitori. Nu există o religie majoritară, locuitorii fiind reformați (42,26%), romano-catolici (20,9%), greco-catolici (17,94%) și persoane fără religie (2,15%). Pentru 16,76% din locuitori nu este cunoscută apartenența confesională.